# Kabankalan
Kabankalan é uma cidade de primeira classe de renda da cidade na província Negros Ocidental, nas Filipinas. De acordo com o censo de 1 maio  de  2020 possui uma população de 200 198 pessoas e 45 285 domicílios.